# 5月17日
5月17日是公历一年中的第137天（闰年第138天），离全年结束还有228天。

## 大事记

### 16世紀
- 1590年：丹麥的安娜在愛丁堡荷里路德修道院舉行的儀式上加冕為蘇格蘭王后。

### 17世紀
- 1642年：蒙特婁聖母會在蒙特婁島設立永久性傳教據點維爾瑪麗堡，為後來加拿大蒙特婁的前身。
- 1645年：中国大顺皇帝李自成在湖北九宫山遇难。
- 1648年：蒂雷納子爵指揮的法瑞聯軍在楚斯馬斯豪森戰役擊敗神聖羅馬帝國軍隊，法瑞聯軍控制南德意志地區。

### 18世紀
- 1792年：美国纽约24名证券经纪人在华尔街签署《梧桐树协议》，建立纽约证券交易所最早雏型。

### 19世紀
- 1809年：法國皇帝拿破崙一世將教宗國併入法蘭西第一帝國，引發教宗庇護七世對其處以絕罰。
- 1814年：挪威宪法正式簽署，挪威國民大會選出丹麥王儲克里斯蒂安·弗雷德里克為挪威國王。
- 1846年：阿道夫·萨克斯取得薩克斯風发明专利。
- 1861年：歷史上第一張彩色照片在蘇格蘭皇家學院展出。
- 1863年：南北戰爭：約翰·A·麥克勒南（英语：John A. McClernand）率領的聯邦軍隊在密西西比州的大黑河橋之戰中擊敗邦聯後衛，俘虜約1,700人。
- 1865年：法国、德国等20个国家在巴黎签署《国际电报公约》，国际电信联盟成立。
- 1900年：李曼·法蘭克·鮑姆所寫的兒童小說《綠野仙蹤》的首批印刷本問世。

### 20世紀
- 1903年：陳獨秀在安慶藏书楼組織抗議清廷與沙俄准備簽訂不平等條約的集會，发表拒俄演说抨击时政。王國楨、潘縉華、潘旋華、葛光廷等人也在會演說，抗議沙俄侵占東北。時有安徽高等學堂、武備學堂等300余人出席大會，會上決定成立安徽愛國會，創辦《愛國新報》。
- 1927年：北伐战争：夏斗寅在湖北宜昌叛变。
- 1928年：第九届夏季奥林匹克运动会开幕。
- 1940年：电影《魂断蓝桥》首映。
- 1940年：第二次世界大战：納粹德國占领比利时首都布鲁塞尔。
- 1940年：第二次世界大战：阿尔巴尼亞民族主義者瓦西尔企圖刺殺訪阿的意大利國王維托里奧·埃馬努埃萊三世，當天被占領阿尔巴尼亞的意大利軍隊逮捕十天后處死。
- 1947年：法國設計師與香奈爾五號製造商重新談判获得2%的销售额，从而成為当时世界最富有的女人之一。
- 1948年：国共内战：临汾战役结束。
- 1954年：美国最高法院针对布朗诉托皮卡教育局案做出判决，认定美国公立学校的种族隔离现象违反宪法。
- 1957年：埃及禁止以色列商船通过苏伊士运河。
- 1969年：第一个世界电信日。
- 1970年：轟動一時的龍虎山雙屍案發生，一對男女在香港島薄扶林附近的山坡遇害，男死者是一名教師，女死者就是師範學院的學生。警方後來拘捕一個住在兇案現場附近一間石屋的男子，醫生其後證實其精神有問題。
- 1973年：美国参议院专门小组开始水门事件听证会。
- 1980年：中国共产党为刘少奇平反恢复名誉，为其举行追悼会。
- 1989年：北京百万人举行五一七大游行，反对四二六社论，声援天安門絕食的大学生[1]。
- 1990年：世界衛生組織決議將同性戀自《國際疾病與相關健康問題統計分類》的精神疾患項目刪除。
- 1992年：泰国政局急轉直下，數十萬個民眾參加反對軍人干預政治的集會，軍方武力鎮壓，觸發大規模街頭流血衝突，最少數十個示威者喪生。最後由泰王出面調停，化解衝突。五月事件對泰國政治發展有深遠影響，此後二十年泰國政制一度擺脫軍方控制，開啟民選政府的時代，直到2014年軍方在泰王支持下再度叛變奪權。
- 1995年：波音777正式投入运营。

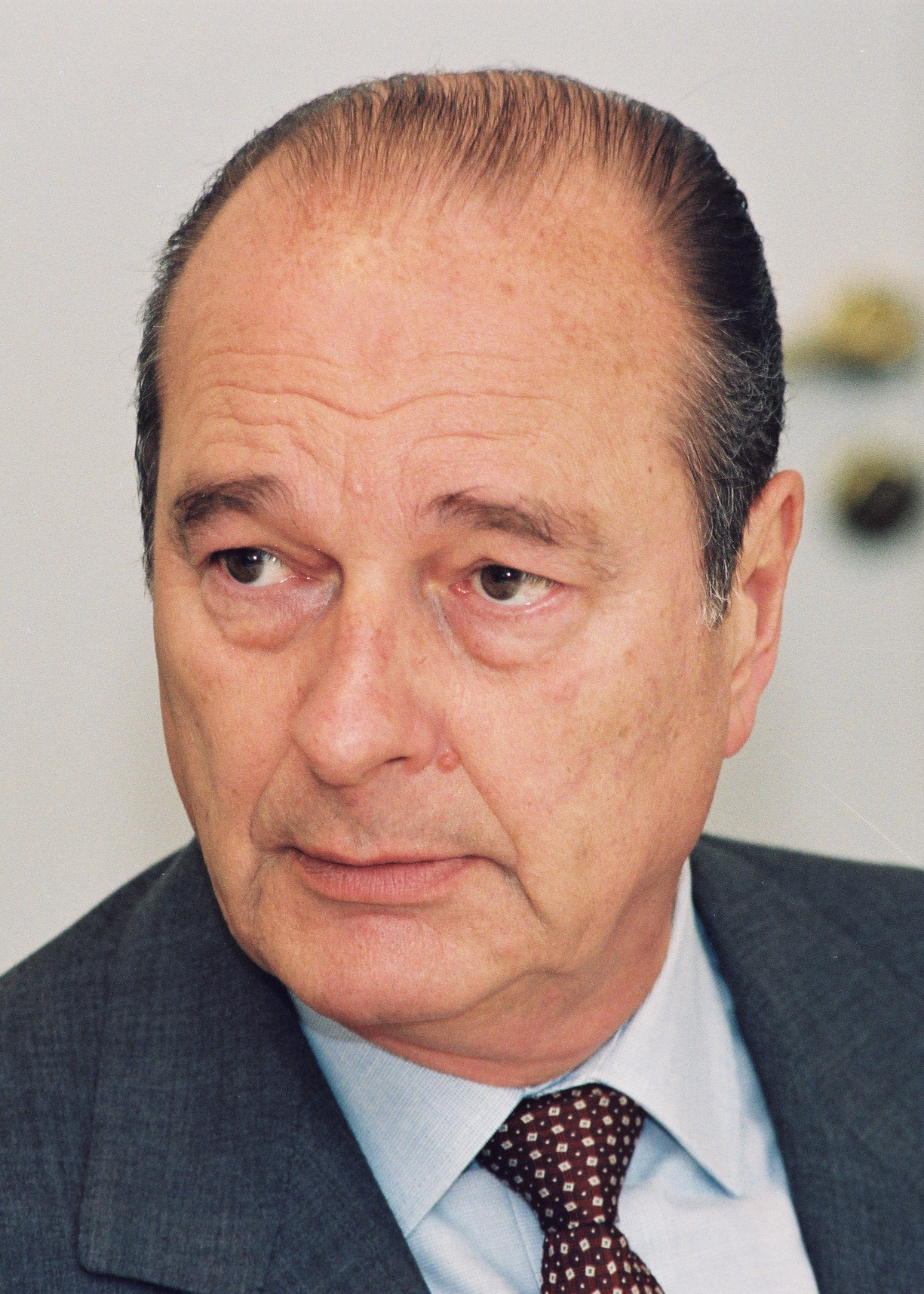
雅克·希拉克

- 1995年：雅克·希拉克在巴黎爱丽舍宫正式接替弗朗索瓦·密特朗就任法国总统，結束社會黨十四年主政。
- 1997年：马来西亚首相马哈迪·莫哈末为赛城举行了开幕仪式。
- 1997年：萨伊叛军首领洛朗·卡比拉自立为总统并恢复国名为刚果民主共和国，第一次刚果战争结束。

### 21世紀
- 2009年：南韓人氣女子天團2NE1出道。
- 2009年：Minecraft(我的世界) 的第一個版本發佈。
- 2011年：英国女王伊丽莎白二世乘专机抵达爱尔兰都柏林凯斯门特机场，对爱尔兰进行一连四天的国事访问。这是爱尔兰独立后英国君主首次来访。
- 2014年：老挝安-74军用飞机空难，包括老挝人民革命党中央政治局委员隆再·皮吉在内多人遇难。
- 2019年：中華民國立法院三讀通過同性婚姻釋憲案的《司法院釋字第七四八號解釋施行法》，成為亞洲第一個同性婚姻合法的國家。

## 出生
- 1155年：慈圓，日本平安時代後期至鎌倉時代初期僧人、歌人、歷史學家（1225年逝世）
- 1682年：巴索羅繆·羅伯茨，威爾斯海盜（1722年逝世）
- 1747年：金光悌，清朝官員（1813年逝世）
- 1749年：愛德華·詹納，英國醫生，牛痘接种创始人（1823年逝世）
- 1768年：不伦瑞克-沃尔芬比特尔的卡罗琳，德國公主（1821年逝世）
- 1836年：安娜，普鲁士王國公主（1918年逝世）
- 1855年：维克多·古斯塔夫·罗宾，法國數學家（1897年逝世）
- 1866年：埃里克·薩蒂，法國作曲家（1925年逝世）
- 1885年：姉齒松平，日本法官、法學家、律師（1941年逝世）
- 1886年：阿方索十三世，西班牙國王（1941年逝世）
- 1891年：亞歷山德拉郡主，英國王室成員，第二代法夫女公爵（1959年逝世）
- 1894年：雷蒙德·布勞內爾，澳大利亞空軍軍官（1974年逝世）
- 1900年：鲁霍拉·穆萨维·霍梅尼，伊朗宗教學者、哲學家、革命家，首任伊朗最高領袖（1989年逝世）
- 1922年：韋偉，中國女演員
- 1923年：邹承鲁，中國生物化学家（2006年逝世）
- 1927年：鄒文懷，香港電影事業家、製片人，嘉禾集團創辦人、前主席兼執行董事（2018年逝世）
- 1934年：罗纳德·韦恩，美國商人，蘋果公司聯合創辦人
- 1938年：張俊宏，台灣民進黨立法委員
- 1940年：艾倫·凱，美國計算機科學家
- 1947年：曾鈺成，前香港立法會主席
- 1953年：島田陽子，日本女演員（2022年逝世）
- 1953年：顏國樑，香港男演員（2024年逝世）
- 1953年：卡西姆若马尔特·托卡耶夫，哈薩克政治人物，現任哈薩克總統
- 1955年：白冰冰，臺灣藝人
- 1956年：鮑勃·薩格，美國喜劇演員、演員、電視節目主持人（2022年逝世）
- 1961年：恩雅，愛爾蘭音樂家
- 1962年：克雷格·费格斯，蘇格蘭裔美國男演員、脫口秀主持人
- 1962年：費倫茨·克勞斯，匈牙利-奧地利物理學家，2023年諾貝爾物理學獎得主
- 1963年：金英姬，韓國女子籃球運動員（2023年逝世）
- 1966年：库赛·侯赛因，伊拉克总统萨达姆·侯赛因的儿子（2003年逝世）
- 1967年：穆罕默德·納希德，馬爾地夫政治人物，第4任馬爾地夫總統
- 1969年：周明增，台灣藝人
- 1970年：徐步高，香港警察鎗殺同僚案主犯（2006年逝世）
- 1971年：麥西瑪·索雷吉耶塔，荷兰王后
- 1971年：吉娜·雷蒙多，美國政治人物，現任美國商務部長
- 1975年：崔智娜，韓國女演員
- 1976年：王力宏，台灣流行男歌手
- 1976年：李琛，中國男歌手
- 1976年：井之原快彥，日本男子偶像團體V6成員
- 1976年：王俐人，台灣女演員
- 1978年：麗莎·布倫南-賈伯斯，美國作家，蘋果公司創辦人史提夫·賈伯斯的女兒
- 1982年：韋約莎·奧斯曼尼，科索沃政治人物，現任科索沃總統
- 1983年：鄧家佳，中國女演員
- 1983年：金潔·岡薩加，美國女演員、喜劇演員
- 1988年：姜康哲，台灣男演員
- 1988年：孫完虎，韓國男子羽球運動員
- 1988年：妮琪·利德，美國女演員
- 1988年：喬蒂·拉吉，印度獨攀者
- 1989年：May J Lee，韓國女舞者
- 1990年：林嘉凌，台灣女藝人
- 1990年：林雨葶，台灣女演員
- 1990年：高娜姸，韓國女演員
- 1990年：成毅，中國男演員
- 1991年：小林香菜，日本女子偶像團體AKB48成員
- 1993年：岩本照，日本男子偶像團體Snow Man隊長
- 1994年：祉攸，韓國女子偶像團體Dreamcatcher隊長
- 1996年：黃恩賜，臺灣職業棒球運動員
- 1998年：朝長美櫻，日本女子偶像團體HKT48成員
- 1998年：帕特莉夏·吉哈羅，西班牙職業足球運動員
- 1999年：覃海洋，中國男子游泳運動員
- 2002年：周柯宇，中國男子偶像團體INTO1成員
- 2002年：萊昂·馬爾尚，法國男子游泳運動員

## 逝世
- 528年：元钊，北魏幼主。（526年出生)
- 1336年：後伏見天皇，日本第93代天皇。（1288年出生）
- 1392年：朱标，朱元璋所立太子，建文帝之父，追尊明兴宗孝康皇帝。（1355年出生）
- 1395年：瑪麗亞一世，匈牙利女王。（1371年出生）
- 1510年：桑德罗·波提切利，欧洲文艺复兴早期的画家。（1445年出生）
- 1551年：申師任堂，朝鮮王朝女性書畫家、作家、儒學者、詩人。（1504年出生）
- 1606年：伪德米特里一世，波兰扶植的俄国沙皇。（1581年出生）
- 1645年：李自成，明朝末年農民起義軍首領，大順政權的建立者。（1606年出生）
- 1727年：叶卡捷琳娜一世，俄罗斯帝国女皇。（1684年出生）
- 1765年：亚历克西·克洛德·克莱罗，法國數學家、天文學家、地球物理學家。（1713年出生）
- 1818年：伊能忠敬，日本江戶時代地圖測繪家。（1745年出生）
- 1829年：约翰·杰伊，美國政治家、革命家、外交家、法學家。（1745年出生）
- 1867年：高杉晉作，幕末長州藩士。（1839年出生）
- 1868年：近藤勇，日本幕末時期佐幕派人物。（1834年出生）
- 1875年：約翰·C·布雷肯里奇，美國政治人物，第14任美國副總統。（1821年出生）
- 1916年：瑪麗·埃佛勒斯·布爾，英國數學家。（1832年出生）
- 1938年：曹錕，直系军阀首领，中華民國北洋政府前總統。（1862年出生）
- 1972年：华岗，中国共产党学者，山东大学原校长。（1903年出生）
- 1980年：C·C·羅拔士，英國遠東商人，太古洋行大班（1900年出生）
- 1984年：成仿吾，中國教育家、新文化运动的重要代表。（1897年出生）
- 1985年：泰迪·夏普（英语：Teddy Shapou），美國戰鬥機飛行員，二戰時曾在中緬印戰區作戰。（1919年出生）
- 1993年：豬熊弦一郎，日本西洋畫家。（1902年出生）
- 2004年：瑪羅麗·考特內-拉蒂邁，南非博物館員。（1907年出生）
- 2006年：賽·福伊爾（英语：Cy Feuer），美国作曲家。（1911年出生）
- 2007年：羅國洲，香港賽馬會前騎師、練馬師。（1958年出生）
- 2013年：豪尔赫·拉斐尔·魏地拉，阿根廷軍人、政治人物，前任阿根廷總統。（1925年出生）
- 2014年：隆再·皮吉，老挝军人，老挝人民军中将、老挝人民革命党中央政治局委员、副總理兼國防部長，空难遇难。（1944年出生）
- 2014年：通班·显阿蓬，老挝人民革命党中央书记处书记、公安部長，空难遇难。（1953年出生）
- 2014年：征·宋本坎，老挝人民革命党中央书记处书记、中央宣傳部長，空难遇难。（1953年出生）
- 2014年：苏甘·马哈拉，老挝人民革命党中央书记处书记、市委書記兼市長，空难遇难。（1955年出生）
- 2016年：水谷優子，日本女性聲優（1964年出生）
- 2017年：克里斯·康奈爾，美國歌手（1964年出生）
- 2021年：尤聲普，香港粵劇演員（1932年出生）
- 2022年：范吉利斯，希臘音樂家（1943年出生）
- 2024年：馬克·韋爾斯，美國男子冰球運動員（1957年出生）

## 节假日和习俗
- 世界電訊和資訊社會日
- 世界高血壓日
- 國際不再恐懼同性戀、跨性別與雙性戀日
- 挪威：憲法日
- 瑙鲁：憲法日
- 刚果民主共和国：解放紀念日
- 阿根廷：海軍節